# Osiedle Górali
Osiedle Górali (do roku 1958 Osiedle C 2 Południe) – zabytkowe osiedle w Krakowie, jedno z osiedli starszej części Nowej Huty, w dzielnicy XVIII, niestanowiące jednostki pomocniczej niższego rzędu w ramach dzielnicy. Nazwę przyjęło od tytułu pierwszego przedstawienia wykonanego w teatrze na Osiedlu Teatralnym – opery autorstwa Wojciecha Bogusławskiego pt. Krakowiacy i górale. Zostało zbudowane w latach 1950–1953.

## Położenie
Osiedle Górali jest położone blisko centrum Nowej Huty. Znajduje się naprzeciwko Osiedla Uroczego, przy spacerowym odcinku Alei Róż pomiędzy ulicą Ignacego Mościckiego, a ulicą Stefana Żeromskiego i Obrońców Krzyża. Osiedle Górali otaczają następujące osiedla:
- od północy – os. Krakowiaków
- od zachodu – os. Teatralne
- od wschodu – os. Zielone
- od południa – os. Urocze

## Wygląd
Na osiedlu jest osiemnaście budynków. Bloki zbudowane są według zasad realizmu socjalistycznego. Ich wysokość nie przekracza czterech pięter. Zabudowa jest luźna i pełna bujnej zieleni. Wewnątrz osiedla, wśród budynków znajdują się place zabaw dla dzieci. Od Alei Róż i dalej wzdłuż ulicy Żeromskiego oraz ulicy Obrońców Krzyża do ulicy Mościckiego ciągnie się zwarta zabudowa pierzejowa którą tworzy kilka połączonych ze sobą bramami bloków. Reszta osiedla to luźno rozstawione bloki oraz obiekty użyteczności publicznej.

## Obiekty
W blokach, które znajdują się na obrzeżach osiedla, znajdują się różnego rodzaju sklepy. I tak możemy wyróżnić sklep papierniczy, jubilerski, odzieżowy, aptekę, masarnie, sklep meblowy, z artykułami AGD, metalowy oraz bar. Na zewnątrz osiedla, od strony południowej znajduje się Ośrodek Kultury im. Cypriana Kamila Norwida, w którym działają m.in. biblioteka publiczna oraz Kino Sfinks, które w 2006 roku zostało wyremontowane i zmodernizowane. Od strony zachodniej mieści się Dom Kombatanta, w którym 4 lipca 2006 zostało otwarte Muzeum Czynu Zbrojnego.
Znakiem rozpoznawczym muzeum jest zabytek muzealny – czołg ciężki IS-2. Wewnątrz osiedla są usytuowane takie instytucje jak: Klub Integracji Społecznej (KIS) oraz ARTzona – przestrzeń artystyczno-społeczna, część Ośrodka kultury im. Cypriana Kamila Norwida.

### Inne obiekty
- Pracownia Animacji Ekologicznej Ośrodka Kultury im. C.K. Norwida
- Szkoła Podstawowa nr 71 (klasy I-III) im. M. Grzegorzewskiej (miejsce nieistniejącego już Samorządowego Przedszkola nr 68 w Krakowie)
- Warsztaty Terapii Zajęciowej „Gaudium et Spes”
- DOS „U Siemachy” dla młodzieży
- Siedziba partii Socjaldemokracja Polska

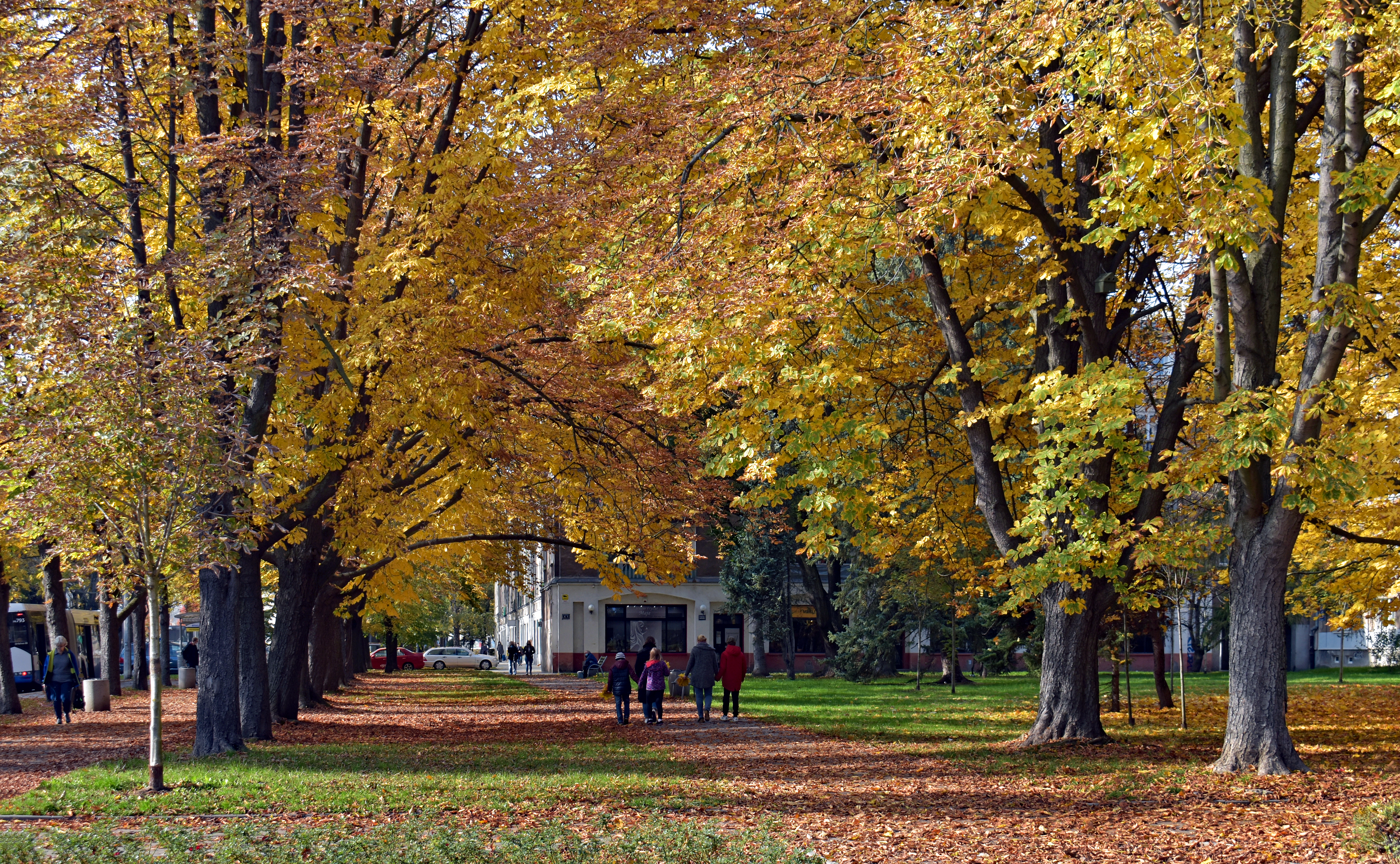
Widok od strony południowej
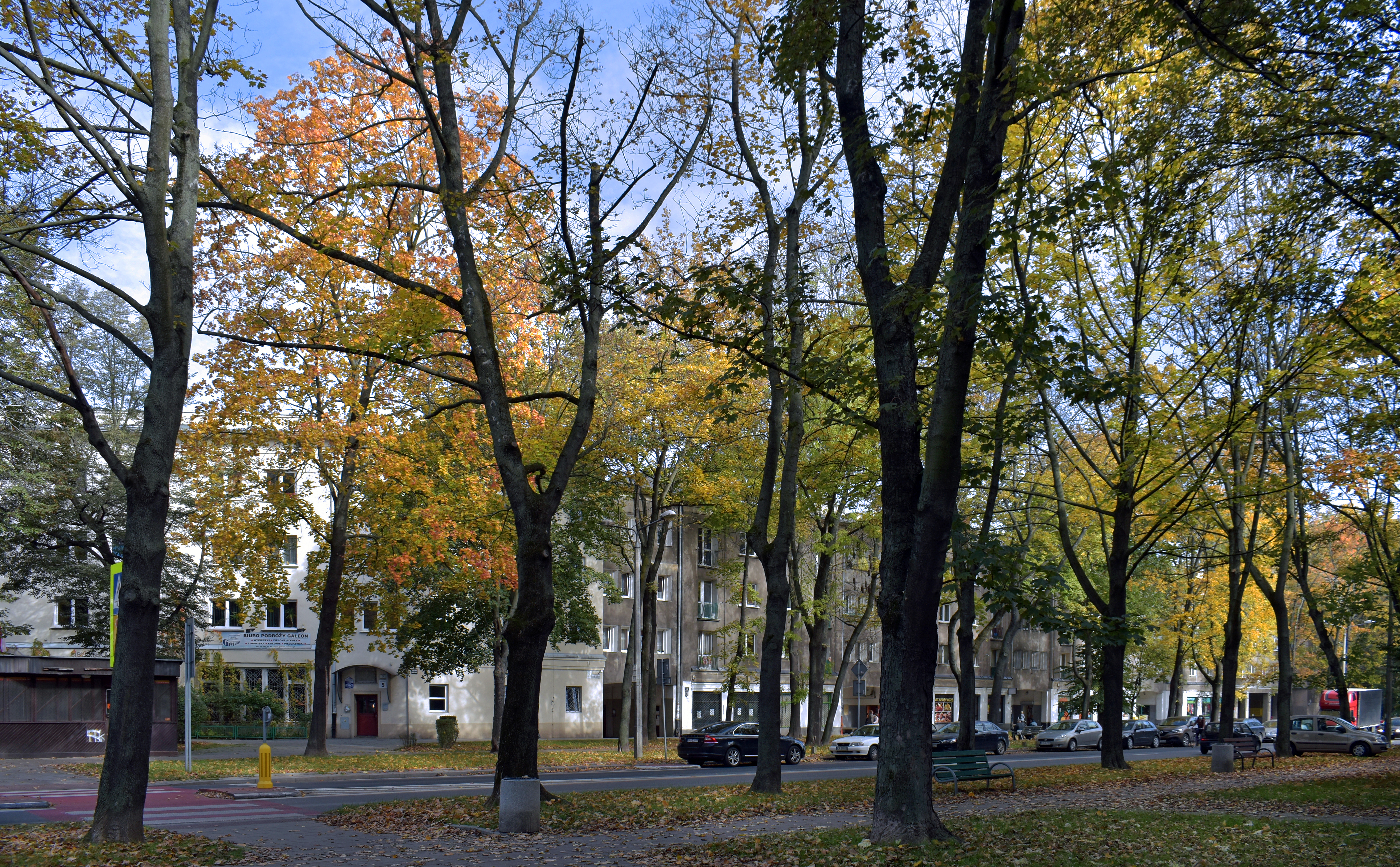
Ciąg sklepów od strony os. Uroczego
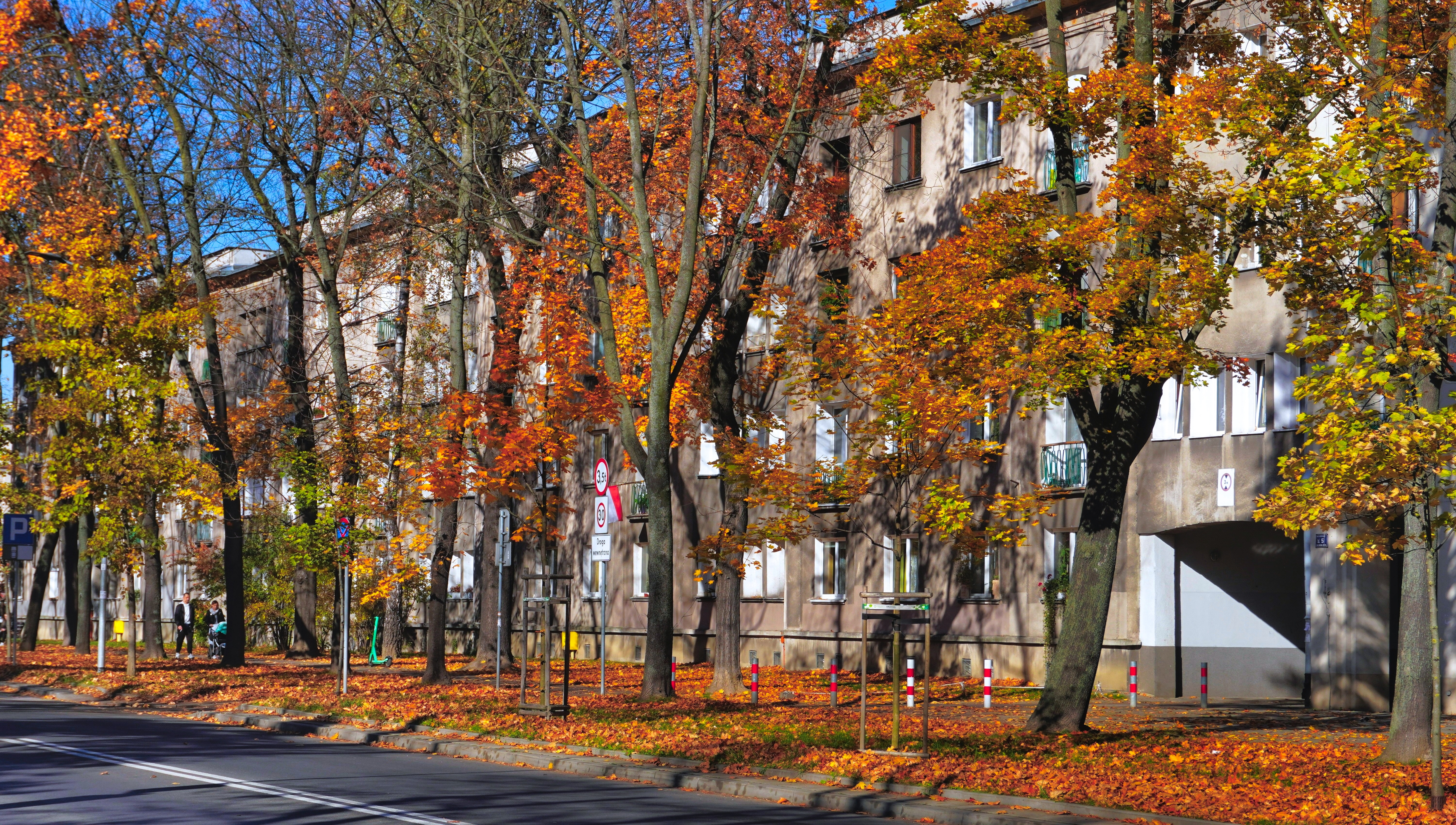
Widok od ul. Obrońców Krzyża (os. Górali 3)
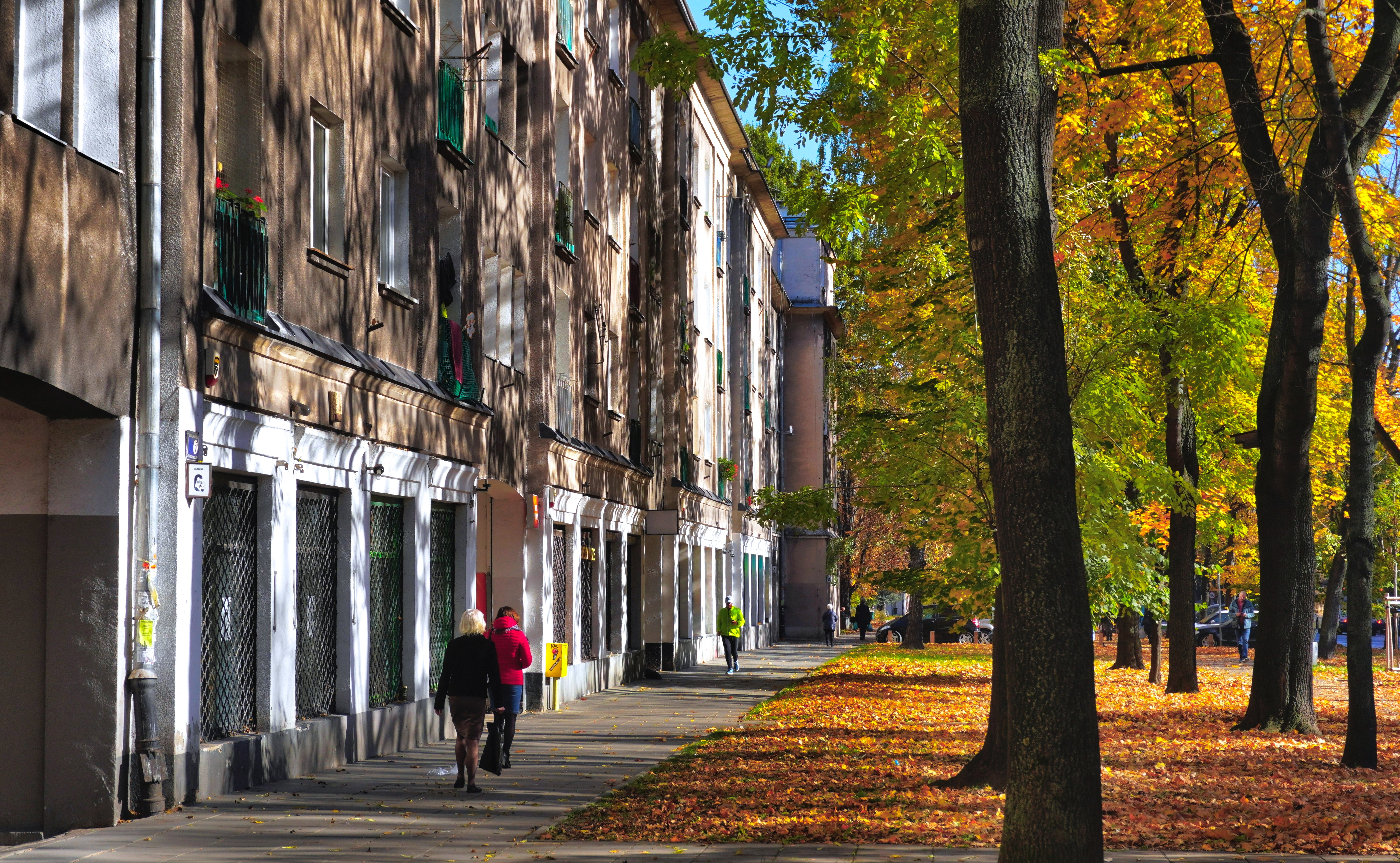
Widok od ul. Żeromskiego (os. Górali 6)
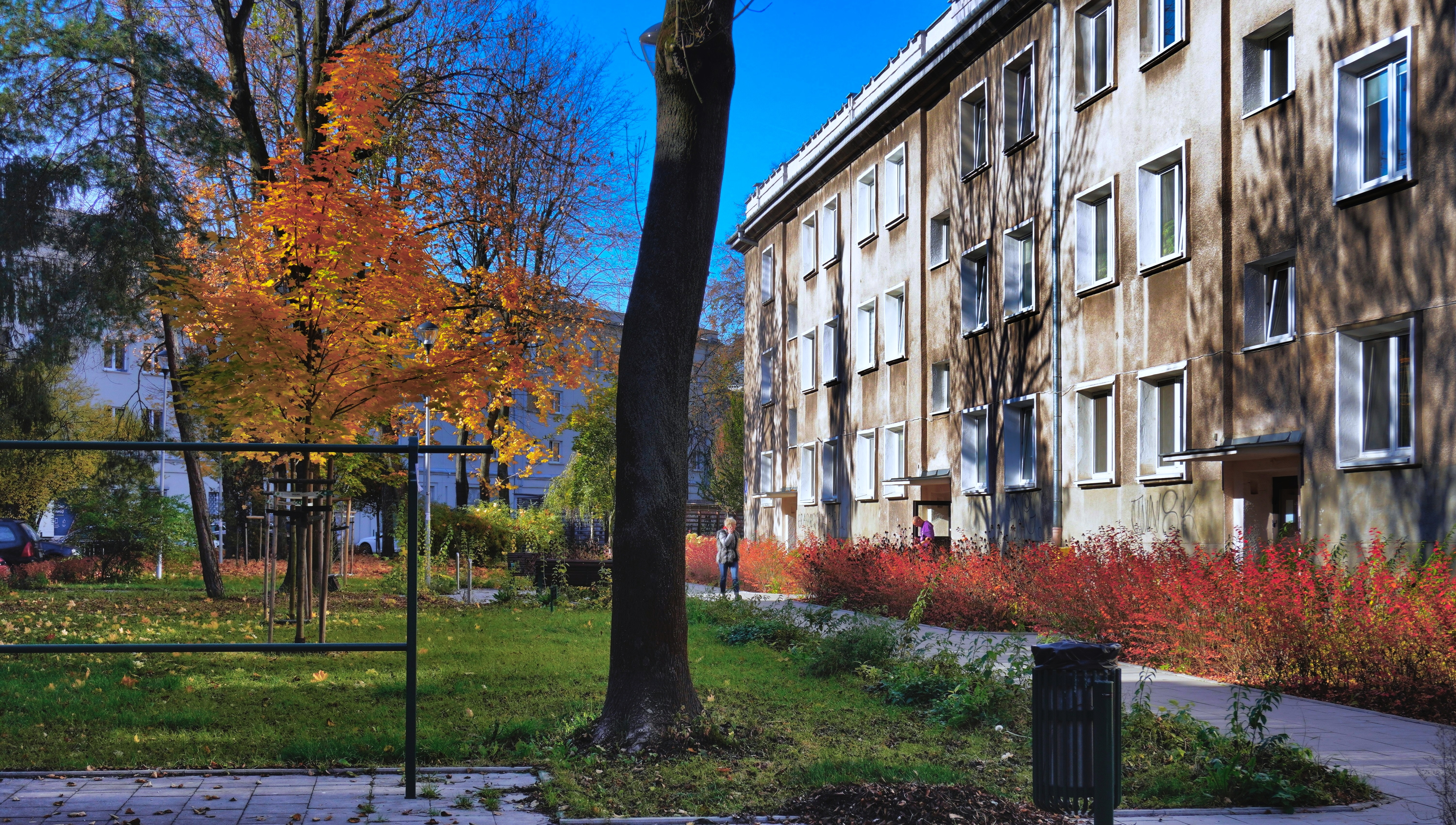
Wnętrze osiedla (os. Górali 7)
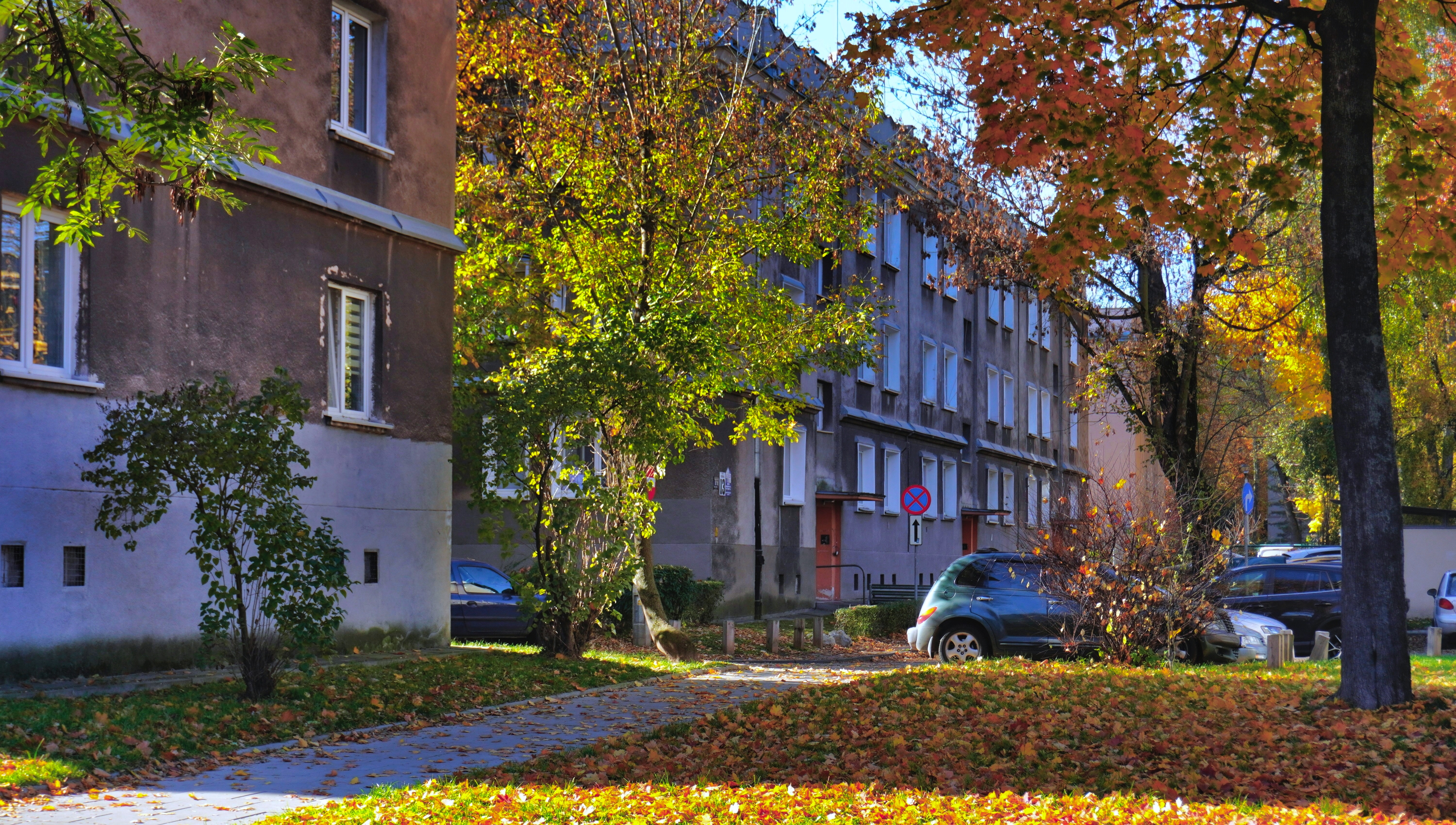
Wnętrze osiedla (os. Górali 10 i 13)
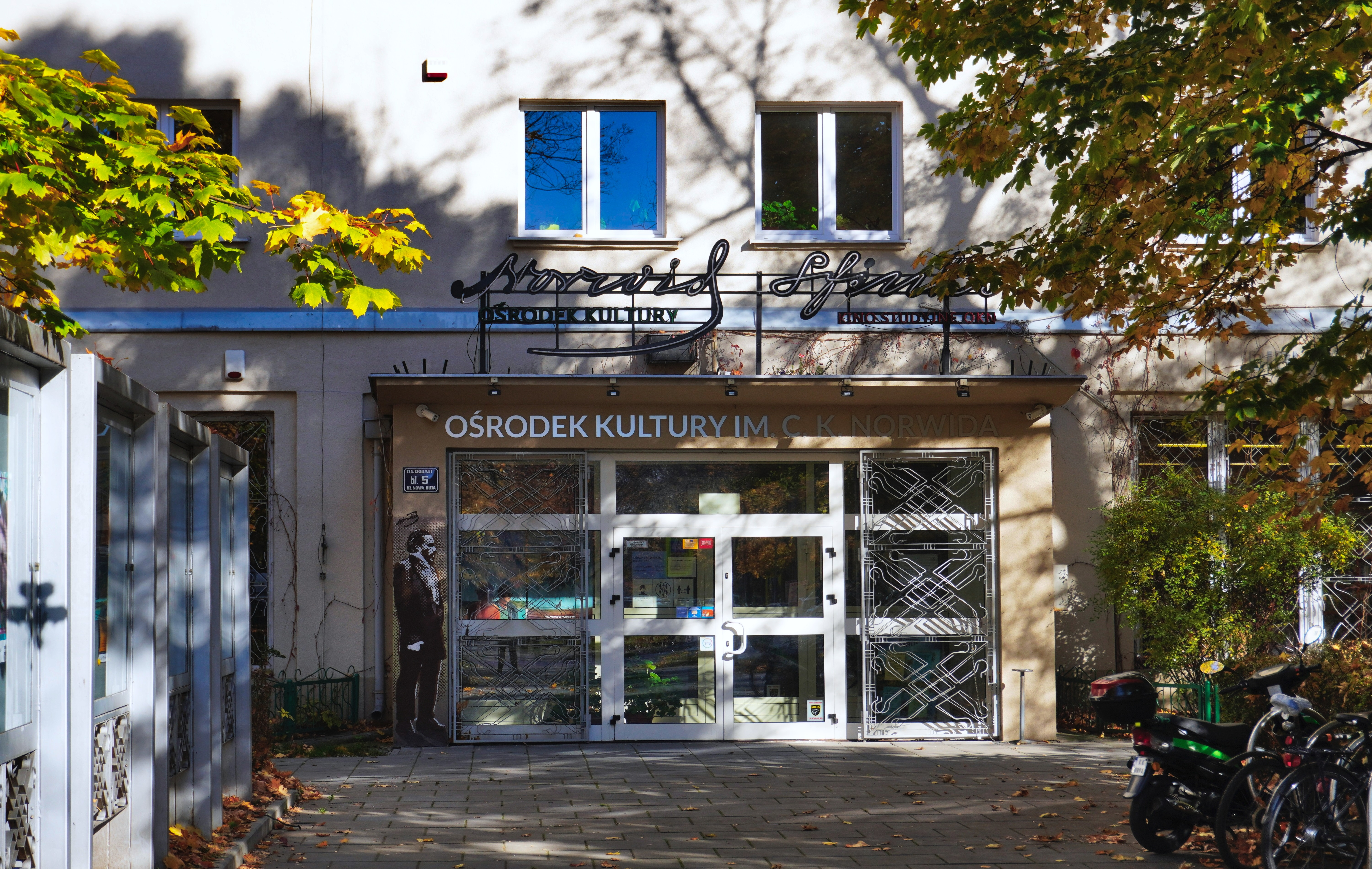
Kino Sfinks, Ośrodek Kultury im. Cypriana Kamila Norwida (os. Górali 5)
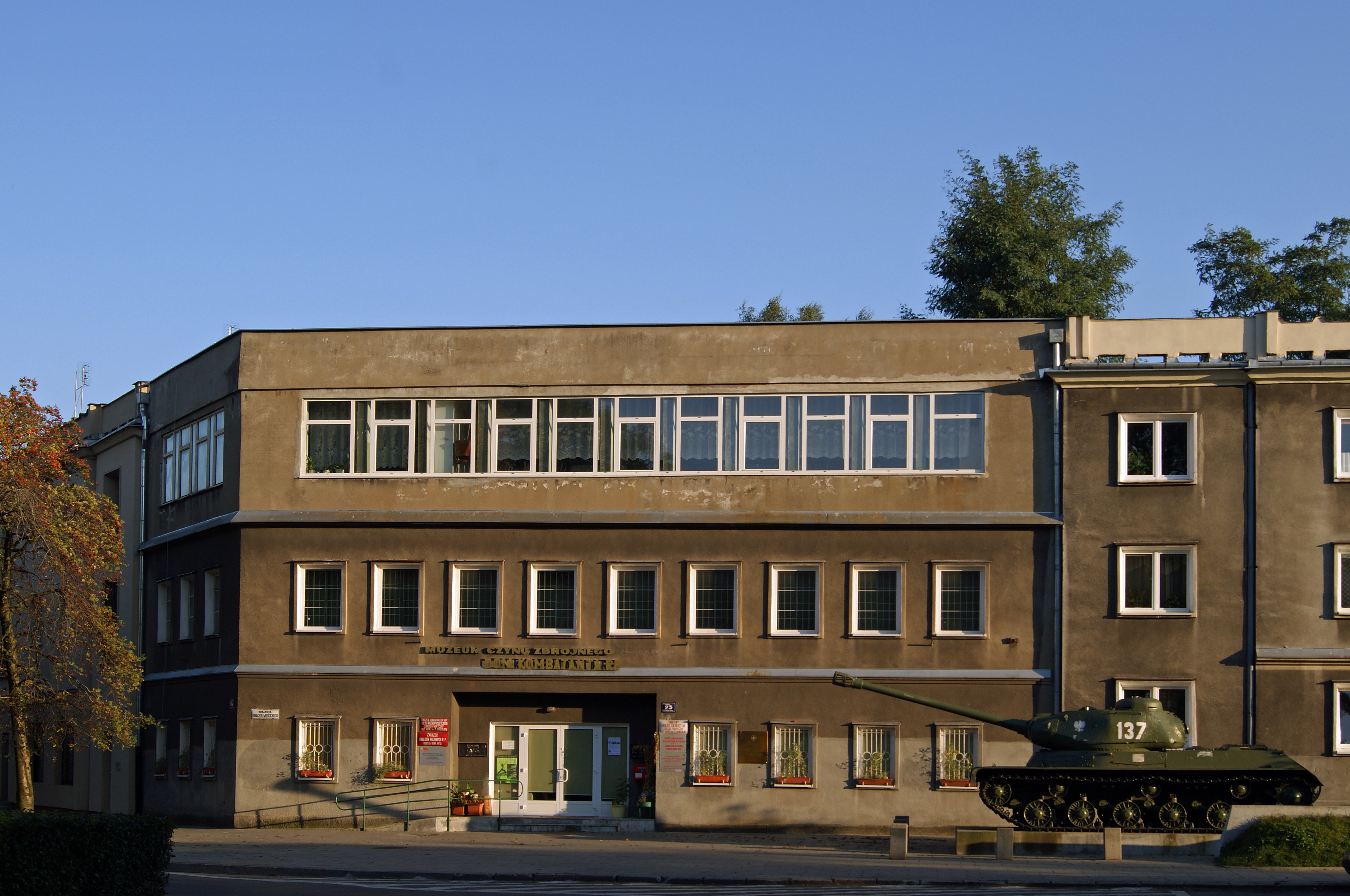
Muzeum Czynu Zbrojnego (os. Górali 23)
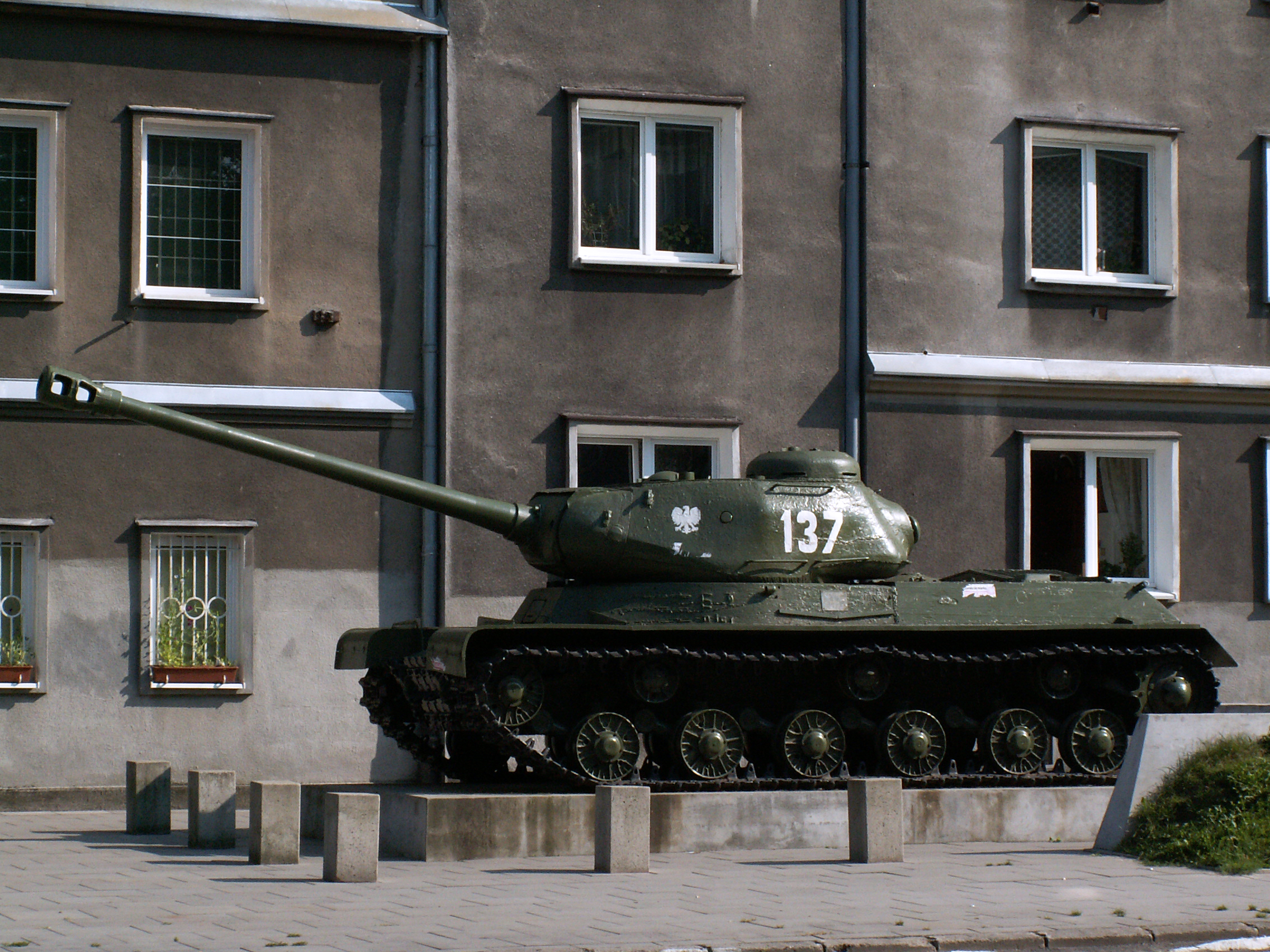
Ciężki czołg IS-2 przed Muzeum Czynu Zbrojnego
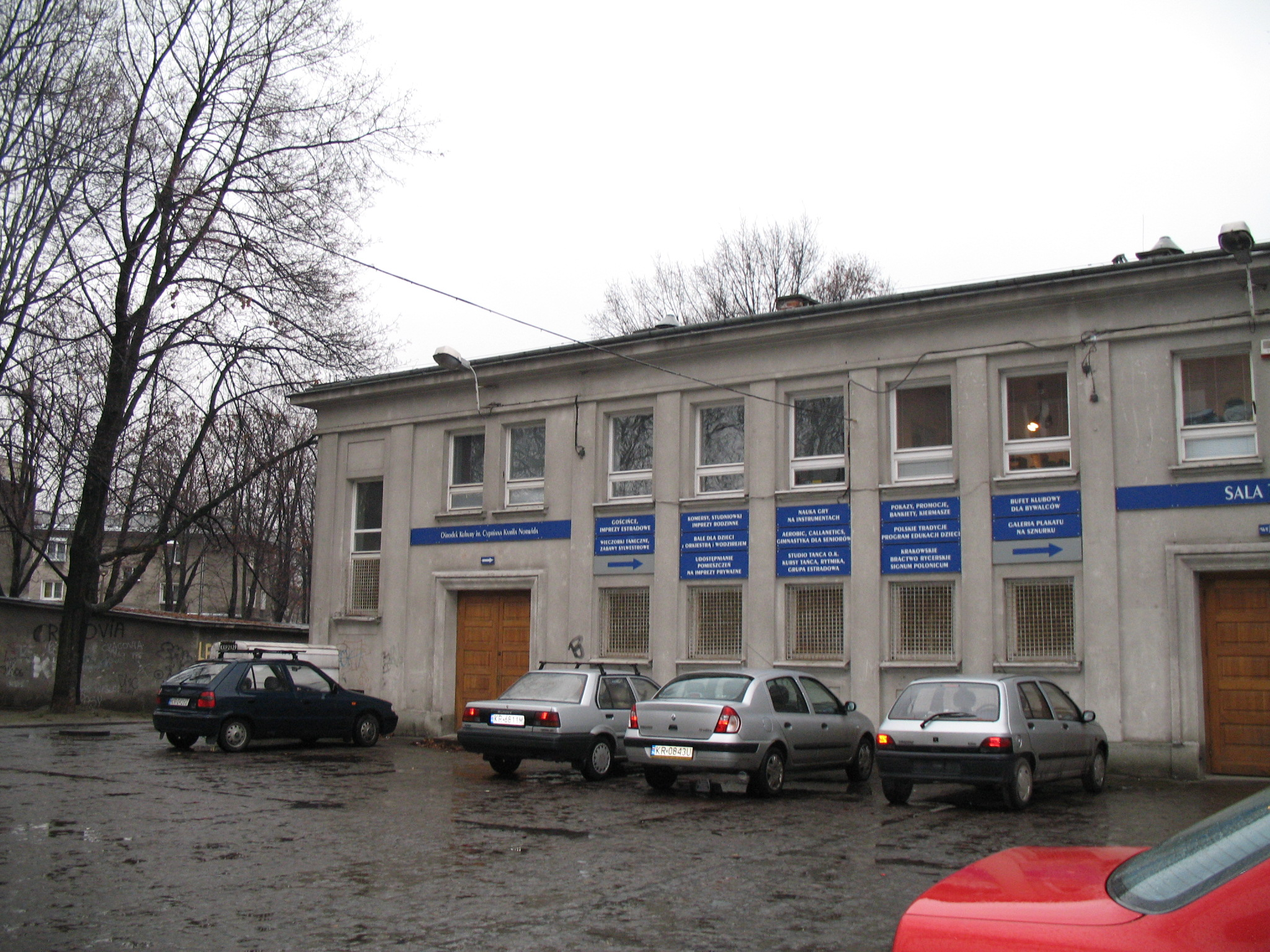
Ośrodek Kultury im. Cypriana Kamila Norwida (tzw. Sala Tańca)